# Alain Saint-Ange
Pour les articles homonymes, voir Saint Ange.
Alain Saint-Ange, né le 24 octobre 1954 à La Digue, est un homme politique seychellois.

## Biographie
Il est le ministre du Tourisme et de la Culture de 2012 à 2016.
Ayant quitté le gouvernement faute de soutien pour sa candidature au poste de secrétaire général de l'Organisation mondiale du tourisme, il se présente à l'élection présidentielle de 2020 sous l'étiquette de son propre parti, One Seychelles, et se fait remarquer pour sa campagne en faveur de la dépénalisation du cannabis à usage récréatif et de la formation d'un gouvernement de technocrates.